# Dissidia 012 Final Fantasy
Dissidia 012 Final Fantasy (pronunciado como Dissidia Duodecim Final Fantasy) es un juego de lucha de 2011 publicado por Square Enix para PlayStation Portable como parte de la serie Final Fantasy. Fue desarrollado por el primer Departamento de Producción de la compañía y lanzado en Japón el 3 de marzo de 2011. El juego es tanto precuela como remake de Dissidia Final Fantasy, revelando lo que ocurrió antes de los eventos de su predecesor, y fue lanzado el 22 de marzo de 2011 en Norteamérica. El juego se centra inicialmente en la duodécima guerra entre los dioses Caos y Cosmos, que convocan a varios guerreros de mundos paralelos para luchar por ellos. Al finalizar el duodécimo ciclo, el juego rehace la decimotercera guerra del Dissidia Final Fantasy original y añade múltiples historias secundarias. En las luchas en Dissidia 012, se añade la habilidad de contrarrestar los ataques más fuertes de los enemigos mediante el uso de personajes de apoyo. La navegación, por otro lado, se hace a través de un mapa del mundo de Final Fantasy de estilo tradicional.
El desarrollo del juego comenzó en agosto de 2009, con el deseo del personal de Square de mejorar la jugabilidad del primer juego para ofrecer a los jugadores características más entretenidas, así como para equilibrar varias partes. Dissidia 012 fue bien recibido, y las publicaciones lo califican como uno de los mejores juegos de PlayStation Portable.

## Jugabilidad
El desarrollo del juego recuerda en gran medida a Dissidia Final Fantasy, con algunos cambios. El juego consiste principalmente en combates uno contra uno, que tienen lugar en lo que se conoce como un mapa de combate donde los dos personajes se enfrentan en duelo. Los jugadores pueden realizar dos tipos de ataques: un ataque Bravery («Valentía») y un ataque HP. Ambos personajes comienzan con una cantidad determinada de puntos de valentía; el número de puntos de valentía es equivalente a la cantidad de daño infligido por un ataque HP. Por lo tanto, el jugador debe realizar varios ataques Bravery para robar puntos de valentía al oponente y así aumentar el poder de su ataque HP, ya que los ataques Bravery no causan ningún daño.

### Mecánica adicional
La mecánica del sistema de combate incluye «EX Revenge» y «Assist». El modo EX funciona exactamente igual que en el primer juego, recolectando núcleos EX alrededor del mapa de combate para llenar el indicador EX y que el personaje se active un estado más poderoso, lo que permite a los jugadores realizar un potente ataque EX Burst si aciertan un ataque HP durante el modo EX. El sistema Assist es un nuevo elemento del juego que permite al jugador recibir apoyo de un aliado en combate, tanto para ayudar a atacar al enemigo o como para defender un futuro ataque. Se realiza usando el indicador Assist, que se carga mediante el uso de ataques Bravery. Ambos modos están pensados para equilibrarse entre sí, porque cuando se ejecuta un EX Burst, el indicador Assist del oponente se reduce a cero.
Los tres sistemas principales de contraataque son Assist Breaks, EX Breaks y EX Revenge. Un Assist Break se realiza atacando al personaje Assist del oponente mientras el jugador está en modo EX, lo que hace que el personaje Assist no pueda ayudar durante un breve período; esto también transfiere los puntos Bravery del escenario al personaje. Un EX Break se realiza al detener el modo EX de un oponente mediante el uso de un ataque Assist, que obliga al oponente a salir del modo EX, además de pasar los puntos Bravery del escenario al jugador. Por último, EX Revenge ocurre al intentar activar el modo EX mientras se está siendo atacado. Mientras que en el primer juego el EX Revenge tan solo detendría el ataque del oponente, ahora ralentiza el tiempo, lo que permite al jugador golpear al oponente en su lugar aunque sacrifica la capacidad del jugador de usar un EX Burst, ya que usa todo el indicador EX.

### Modo de un solo jugador

A screenshot showing the single-player mode of the game. The game's world map, with new characters Lightning, Kain and Tifa as the three-member party.

La mayor novedad del juego se encuentra en el modo historia para un solo jugador, que se desarrolla en un mapa del mundo de Final Fantasy de estilo tradicional, donde los jugadores descubren una historia mientras exploran un mundo con escenarios y eventos que van apareciendo a medida que avanzan. Los jugadores atraviesan el mapa del mundo en 3D en grupos de hasta cinco personajes, pudiendo interactuar con los personajes y conversar con ellos. Al recorrer el mapa, los jugadores se encontrarán enemigos conocidos como «Manikins»; cuando son atacados por un enemigo, los jugadores son transportados a un mapa de batalla donde tienen lugar las batallas. Hay tiendas especialmente marcadas en el mapa. El modo historia también cuenta con bandos, similar a la progresión de la historia de Final Fantasy VI. En ciertos escenarios, los bandos serán predeterminados, pero en la mayoría de los casos los jugadores son libres de seleccionar su propio bando. Además del nuevo modo historia del juego, también se incluye la historia del primer juego, que se ha rehecho con el mapa del mundo en 3D, así como con elementos adicionales agregados para la nueva historia. Tetsuya Nomura, productor y diseñador de personajes del juego, ha dicho que ambas historias jugadas juntas resultarían en aproximadamente 60 horas de juego.

## Trama

### Escenarios y personajes
La historia principal del juego gira en torno al duodécimo ciclo del conflicto eterno entre los dioses Cosmos y Caos, que han convocado a varios guerreros de diferentes mundos para luchar por ellos en el «Mundo B», una dimensión espejo de la del «Mundo A». Cuenta con todo el elenco del Dissidia original, con habilidades nuevas y ajustadas, e introduce nueve personajes nuevos jugables, haciendo un total de treinta y uno. Seis de los nuevos personajes están disponibles desde el inicio del juego: Lightning, un ex soldado, protagonista de Final Fantasy XIII; Vaan, un pirata, protagonista de Final Fantasy XII; Laguna Loire, el hombre que aparece en los sueños de Squall y personaje secundario de Final Fantasy VIII; Yuna, protagonista femenina de Final Fantasy X de quien está enamorado Tidus; Kain Highwind, amigo de la infancia de Cecil Harvey y rival de Final Fantasy IV; y Tifa Lockhart, amiga de la infancia de Cloud Strife de Final Fantasy VII. Los tres personajes restantes, que se pueden desbloquear a través de varios modos de juego, son Prishe, un personaje secundario de Final Fantasy XI; Gilgamesh, un villano recurrente de Final Fantasy V; y Feral Caos (デスペラードカオス, Desuperādo Kaosu), una forma alternativa de Chaos. Aerith Gainsborough, de Final Fantasy VII, solo está disponible como personaje de apoyo (es decir, no es completamente jugable) al comprar Dissidia 012 Prologus Final Fantasy en PlayStation Network.

### Historia
Durante el duodécimo ciclo, la guerra se vuelve a favor de Caos. Por lo tanto, Cosmos confía a sus guerreros la tarea de recuperar los cristales que les ayudarán a derrotar a Caos. Sin embargo, Cosmos no prevé que las fuerzas de Caos empleen un ejército sobrenatural de soldados cristalinos conocidos como Manikins, que representan una amenaza debido a su capacidad de anular el poder de los dioses de revivir a los guerreros después de ser asesinados. Cuando creen que su derrota es inevitable, Kain y el Guerrero de la Luz derrotan a la mayoría de sus propios aliados, para impedirles que luchen contra los Manikins y que regresen así  en el próximo ciclo. Lightning se opone a este plan y lidera a los otros guerreros activos (Vaan, Yuna, Laguna y Tifa) para detener a los Manikins de una vez por todas y sellar el portal del que emergen, con Kain uniéndose a ellos también, finalmente. Aunque tienen éxito, Cosmos se debilita tras usar gran parte de su poder intentando contener al ejército Manikin, cuando estos intentan matarla a ella y al Guerrero de la Luz, mientras que Lightning y su grupo sucumben al poder de los Manikins y se desvanecen. A partir de ahí, el juego narra los eventos de Dissidia Final Fantasy, donde los guerreros que regresan por Cosmos participan en el decimotercer ciclo, que pone fin al conflicto entre los dioses. Una vez completado el decimotercer ciclo, el jugador también tiene acceso al tercer y último arco «Confesiones del Creador», en el que Shinryu (una entidad poderosa que absorbe los recuerdos y experiencias de los guerreros después de cada ciclo) atrapa al compañero de Cosmos, Cid de Lufaine, en un mundo de pesadilla, donde los ciclos nunca terminan, como castigo por salvar a los guerreros de Cosmos del decimotercer ciclo tras la derrota de Caos. El jugador selecciona cinco personajes para luchar contra Feral Caos, una encarnación más poderosa de Caos, y salvar al Cid encarcelado del mundo de pesadilla. Además de la historia principal, hay un conjunto de «Informes», la mayoría de los cuales siguen a los otros guerreros que participan en el decimotercer ciclo, que explican sus papeles antes y durante ese ciclo. Entre los personajes destacados de estos informes se encuentran los guerreros de Cosmos (Terra, Cloud y Tidus) que luchan en el bando de Caos durante el duodécimo ciclo, y el guerrero de Caos, Jecht, que aparece en el bando de Cosmos, con los informes que detallan cómo estos personajes se cambian de bando. Además, los Informes cubren otros eventos, como cuando el Guerrero de la Luz toma parte en el conflicto y se encuentra con los guerreros anteriores de Cosmos, Prishe y Shantotto; o los contratiempos de Gilgamesh al cruzarse con el Mundo B.

## Desarrollo
Las ideas para una secuela de Dissidia Final Fantasy ya se habían concebido poco después de su lanzamiento en Japón, con el deseo del productor creativo Tetsuya Nomura de introducir a Kain Highwind en ella. El desarrollo del juego comenzó en agosto de 2009 poco antes del lanzamiento de Dissidia Final Fantasy Universal Tuning, la versión internacional de la precuela. El director Mitsunori Takahashi declaró que el equipo quería que la secuela contara con cambios más allá de nuevos personajes. Esto se reflejó en cambios en las características de la jugabilidad y en la inclusión de otras características nuevas. La función Assist se hizo para añadir más entretenimiento a las peleas, y para actuar como contrapunto al modo EX, que era el área más fuerte del primer juego. Esto se hizo en respuesta a las opiniones que comentaban que el modo EX era demasiado poderoso en el juego original. El mapa del mundo fue creado para atraer a más fans del RPG. Los personajes que regresan tienen movimientos modificados para proporcionar nuevas estrategias en combate al jugador. Uno de los más revisados fue Firion, debido a las opiniones de los jugadores. Dado que el Dissidia original tenía un final concreto, el personal decidió hacer de su historia una precuela y animar a los jugadores a volver a visitar Dissidia una vez concluido. Elegir nuevos personajes resultó difícil ya que el personal los eligió en función de su popularidad y estilos de lucha. La cantidad de nuevos personajes se vio reducida debido a las limitaciones de memoria. La inclusión de Vaan vio varias dificultades, ya que su actor de voz japonés, Kouhei Takeda, estaba ocupado en ese momento. Decidieron reemplazar a Takeda por Kensh Ono, como resultado de la respuesta de los fans. El director del sistema de combate, Takeo Kujiraoka, contactó con Hiroyuki Ito en relación con el diseño del personaje y sus movimientos, basándose en sus apariciones en Final Fantasy XII, lo que fue bien recibido por Ito. Varios de los nuevos trajes alternativos de los personajes fueron diseñados por Tetsuya Nomurase y se basaron en obras de arte de Yoshitaka Amano, otro diseñador de la serie Final Fantasy.

### Contenido descargable
Otros tres juegos de Square Enix, Final Fantasy Trading Card Game, Kingdom Hearts Birth de Sleep Final Mix, y The 3rd Birthday, dan a los jugadores acceso a contenido descargable en forma de atuendos alternativos para Vaan, Cloud Strife y Lightning, respectivamente. Desde el 16 de junio de 2011, PlayStation Network incluye contenido descargable para Dissidia 012 Final Fantasy, con disfraces de personajes, avatares y paquetes de música de fondo, entre otros.

## Música
La música de Dissidia 012 Final Fantasy fue compuesta por Takeharu Ishimoto y presenta múltiples arreglos de temas anteriores de Final Fantasy de otros compositores. La banda estadounidense Kidneythieves también cantó la segunda parte del tema principal de Feral Caos, «God in Fire». Ishimoto escribió la canción y pidió la colaboración de Kidneythieves, lo que la banda declaró que fue entretenido. El 3 de marzo de 2011, Square Enix lanzó la banda sonora original de Dissidia 012 Final Fantasy con un total de tres discos, el primero con 44 temas, el segundo con 20 y el tercero con siete. Lista de canciones

## Acogida
En su primera semana de lanzamiento, Dissidia 012 vendió 286.117 unidades en Japón, encabezando las listas de Media Create al reemplazar a Phantasy Star Portable 2 Infinity. Aunque logró el primer lugar, Dissidia 012 estuvo muy por debajo de su predecesor: el juego original vendió cerca de 500.000 unidades en su primera semana del 18 de diciembre de 2008. Se vendieron 465.198 unidades en Japón hasta enero de 2012. Además, recibió una acogida positiva. Famitsu otorgó a Dissidia 012 una puntuación de 38/40, compuesta por una calificación de 10, 9, 10 y 9 por los cuatro revisores, dos puntos más que el original. PSM3 le dio al juego un 8,2, y lo consideró «una mejora respecto al original, con gran influencia de los seguidores de Final Fantasy». IGN puntuó el juego con un 9,0 (un punto más que el original), elogiando los gráficos del juego y la jugabilidad mejorada, pero criticando la historia. Game Informer le dio al juego un 7, y dijo que el juego no mejoraba ninguno de los problemas del sistema de combate del juego anterior, aunque el sistema de apoyo era una buena adición, y añadió que agregaba una dimensión extra a lo que faltaba en el primer juego. GamesRadar+ lo enumeró como el noveno mejor juego de PlayStation Portable y comentó cómo usa elementos de juegos de rol famosos, mientras que IGN lo clasificó en el tercer lugar con comentarios dirigidos a su jugabilidad.